# Belle Rivière (Saint-Pierre-et-Miquelon)
Pour les articles homonymes, voir Belle Rivière.
La Belle Rivière est un cours d'eau (rivière) de la presqu'île de Langlade sur l'île de Miquelon, à Saint-Pierre-et-Miquelon, archipel français d'Amérique du Nord situé dans l'océan Atlantique. Il s'agit du principal cours d'eau de l'archipel.

## Géographie
La Belle Rivière nait à la confluence de deux ruisseaux, la « Fourche droite » (à l'ouest) et la « Fourche gauche » (à l'est). Ces deux ruisseaux prennent naissance près de la zone sud-est de l'île, dans une région riche en étangs. La « Fourche droite » passe successivement par les étangs « Bourroult » et « des Nègres » ; la « Fourche gauche » par les étangs « Goéland », « Lingard » et le « Grand Étang des Fourches ». Les cours d'eau se dirigent vers le nord, séparés par la « butte » et les « tétons des Fourches », et se rejoignent au pied de la « bouillée des Fourches », au centre de Langlade.

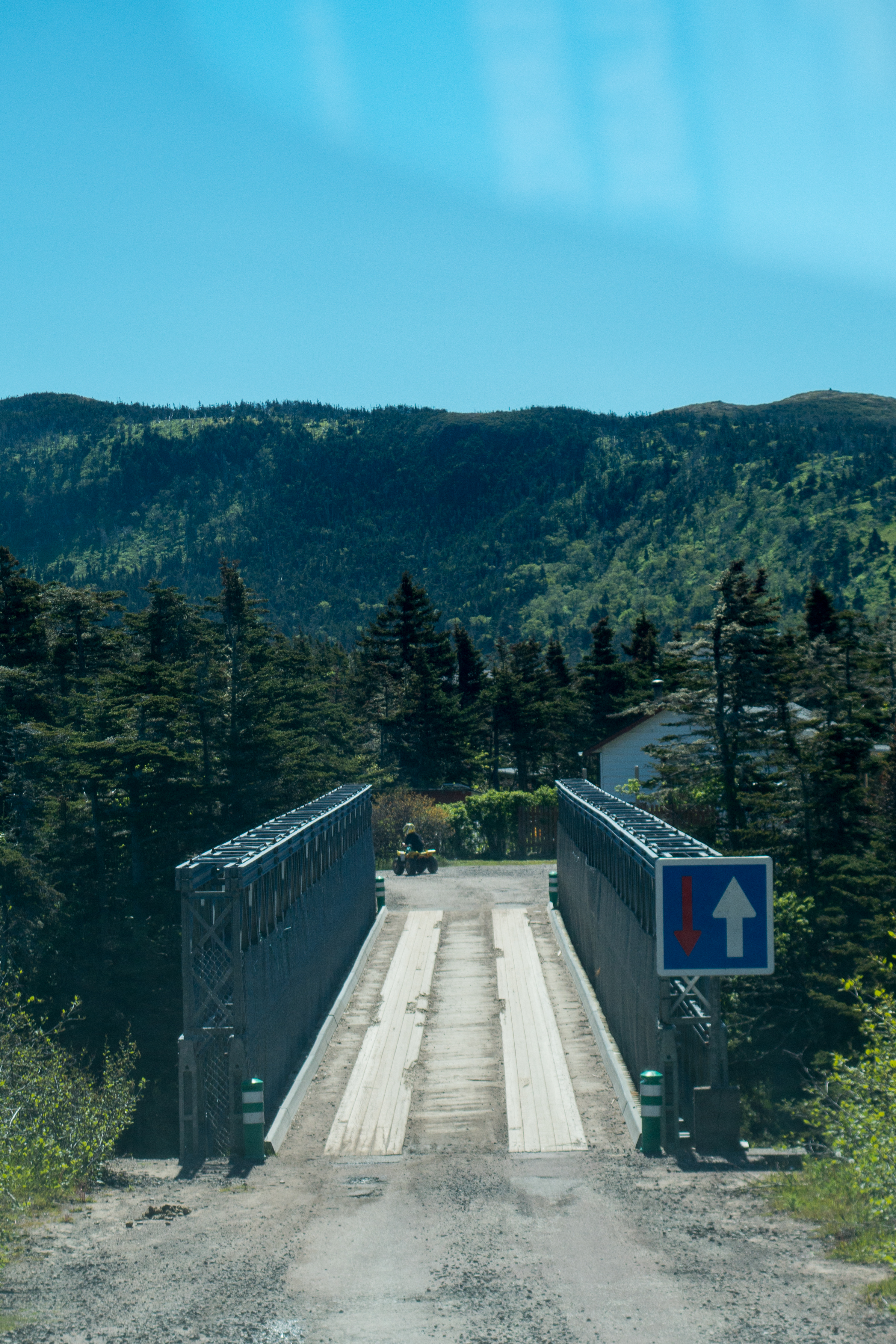
Unique pont enjambant la Belle Rivière.

Après la confluence, la Belle Rivière prend la direction nord-ouest, et oblique au nord-est peu avant de se jeter dans l'anse du Gouverneur, au nord de l'île, près du hameau de l'« anse du gouverneur » (seul endroit où un pont traverse le cours d'eau).